# Polylithionit
Polylithionit (IMA-Symbol Pln) ist ein selten vorkommendes Mineral aus der Mineralklasse der „Silikate und Germanate“ mit der idealisierten chemischen Zusammensetzung KLi2AlSi4O10F2 und damit chemisch gesehen ein Kalium-Lithium-Aluminium-Silikat mit zusätzlichen Fluoridionen. Strukturell gehört Polylithionit zu den Schichtsilikaten.
Polylithionit kristallisiert im monoklinen Kristallsystem und entwickelt pseudohexagonale, tafelige Kristalle sowie unregelmäßig geformte, feinschuppige Mineral-Aggregate von bis zu 10 cm Größe mit einem wachs- bis perlmuttähnlichen Glanz auf den Oberflächen.
In reiner Form ist Polylithionit farblos und durchsichtig. Durch vielfache Lichtbrechung aufgrund von Gitterfehlern oder polykristalliner Ausbildung kann er aber auch durchscheinend weiß bis perlweiß sein und durch Fremdbeimengungen eine rosa bis violette, braune bis gelbbraune, bläuliche oder grünliche Farbe annehmen. Die Strichfarbe von Polylithionit ist allerdings immer weiß.

## Etymologie und Geschichte
Erstmals entdeckt wurde Polylithionit am Fjord Kangerlussuatsiaq, genauer in den Pegmatiten des dort entlang streichenden „Ilimmaasaq-Komplexes“ (auch Ilimaussaq-Komplex oder englisch Ilímaussaq complex) nahe Narsaq in der Kommune Kujalleq im Süden Grönlands. Die Analyse und Erstbeschreibung erfolgte 1884 durch Johannes Theodor Lorenzen (1855–1884), der das Mineral nach dem altgriechischen Wort πολύ polý für ‚viel‘ und den Anfangsbuchstaben von Lithium (nach Berzelius auch Lithion) benannte. Lorenzen bezog sich damit auf den hohen Lithiumgehalt der Verbindung, weshalb er das Mineral synonym auch als Lithionglimmer bezeichnete.
Polylithionit war bereits lange vor der Gründung der International Mineralogical Association (IMA) bekannt und als eigenständige Mineralart anerkannt. Damit hätte Polylithionit theoretisch den Status eines grandfathered Mineral. In der 1998 erfolgten Publikation Nomenclature of the micas durch den „Glimmer-Unterausschuss“ (engl.: Mica Subcommitte) der IMA/CNMNC wurden die Mitglieder der Glimmergruppe, zu denen auch Polylithionit gehört, in Bezug auf Zusammensetzung und Benennung teilweise neu definiert. Polylithionit wurde hier als „Gewöhnlicher Kaliumglimmer“ in die Gruppe der echten Glimmer mit trioktaedrischer Struktur eingeordnet. Da dies automatisch eine nachträgliche Ankerkennung für den Polylithionit bedeutete, wird das Mineral seitdem in der „Liste der Minerale und Mineralnamen“ der IMA unter der Summenanerkennung „IMA 1998 s.p.“ (special procedure) geführt.
Das Typmaterial des Minerals soll in der Universität Kopenhagen in Dänemark deponiert sein, allerdings wird dies durch den Typmaterialkatalog der International Mineralogical Association (IMA) nicht bestätigt.

## Klassifikation
Bereits in der veralteten 8. Auflage der Mineralsystematik nach Strunz gehörte der Polylithionit zur Mineralklasse der „Silikate und Germanate“ und dort zur Abteilung der „Schichtsilikate (Phyllosilikate)“, wo er innerhalb der Glimmergruppe zusammen mit Annit, Hendricksit, Phlogopit, Siderophyllit, Tainiolith und Trilithionit sowie den inzwischen als Mischkristalle diskreditierten Biotit, Lepidolith und Zinnwaldit die „Biotit-Reihe“ mit der Systemnummer VIII/E.05b bildete.
In der zuletzt 2018 überarbeiteten Lapis-Systematik nach Stefan Weiß, die formal auf der alten Systematik von Karl Hugo Strunz in der 8. Auflage basiert, erhielt das Mineral die System- und Mineralnummer VIII/H.11-010. Dies entspricht ebenfalls der Abteilung „Schichtsilikate“, wo Polylithionit zusammen mit Annit, Aspidolith, Balestrait, Eastonit, Ephesit, Fluorannit, Fluorophlogopit, Fluorotetraferriphlogopit, Hendricksit, Hydrobiotit, Luanshiweiit, Masutomilith, Montdorit, Norrishit, Orlovit, Oxyphlogopit, Phlogopit, Preiswerkit, Shirokshinit, Shirozulith, Siderophyllit, Sokolovait, Suhailit, Tainiolith, Tetraferriannit, Tetraferriphlogopit, Trilithionit, Voloshinit und Yangzhumingit die „Lithionit-Biotit-Reihe“ mit der Systemnummer VIII/H.11 bildet.
Auch die von der IMA zuletzt 2009 aktualisierte 9. Auflage der Strunz’schen Mineralsystematik ordnet den Polylithionit in die Abteilung der „Schichtsilikate“ ein. Diese ist allerdings weiter unterteilt nach Struktur der Schichten, so dass das Mineral entsprechend seinem Aufbau in der Unterabteilung „Schichtsilikate (Phyllosilikate) mit Glimmertafeln, zusammengesetzt aus tetraedrischen und oktaedrischen Netzen“ zu finden ist, wo es zusammen mit Annit, Aspidolith, Eastonit, Ephesit, Fluorannit, Fluorophlogopit, Hendricksit, Masutomilith, Norrishit, Phlogopit, Preiswerkit, Shirokshinit, Shirozulith, Siderophyllit, Sokolovait, Suhailit, Tetraferriannit, Tetraferriphlogopit, Trilithionit und Wonesit sowie den hier als Mineralgruppe definierten Biotit, Lepidolith und Zinnwaldit die „Phlogopitgruppe“ mit der Systemnummer 9.EC.20 bildet.
Die vorwiegend im englischen Sprachraum gebräuchliche Systematik der Minerale nach Dana ordnet den Polylithionit ebenfalls in die Abteilung der „Schichtsilikatminerale“ ein. Hier ist er zusammen mit Annit, Aspidolith, Eastonit, Ephesit, Fluorannit, Fluorophlogopit, Hendricksit, Masutomilith, Norrishit, Phlogopit, Preiswerkit, Shirozulith, Siderophyllit, Sokolovait, Suhailit, Tainiolith, Tetraferriannit, Tetraferriphlogopit, Trilithionit, Wonesit sowie den Mineralgruppen Biotit, Lepidolith und Zinnwaldit in der „Glimmergruppe (Biotit-Untergruppe)“ mit der Systemnummer 71.02.02b innerhalb der Unterabteilung „Schichtsilikate: Schichten von sechsgliedrigen Ringen mit 2:1-Lagen“ zu finden.

## Kristallstruktur
Von Polylithionit sind zwei Polytypen bekannt, das heißt, er besteht aus zwei Kombinationen schichtartiger Struktureinheiten, die als Polylithionit-1M und Polylithionit-2M1 bezeichnet werden.
- Polylithionit-1M kristallisiert in der monoklinen Raumgruppe C2/m (Raumgruppen-Nr. 12) mit den Gitterparametern a = 5,19 Å; b = 8,97 Å; c = 10,03 Å und β = 100,4° sowie zwei Formeleinheiten pro Elementarzelle.[5]
- Polylithionit-2M1: nicht definiert[5]

Polylithionit kristallisiert ebenfalls monoklin, allerdings wurde bei diesem Polytyp die Raumgruppe bisher nicht entschlüsselt. Dessen Gitterparameter sind a = 5,19 Å; b = 8,98 Å; c = 19,88 Å und β = 95,1° sowie vier Formeleinheiten pro Elementarzelle.

## Eigenschaften

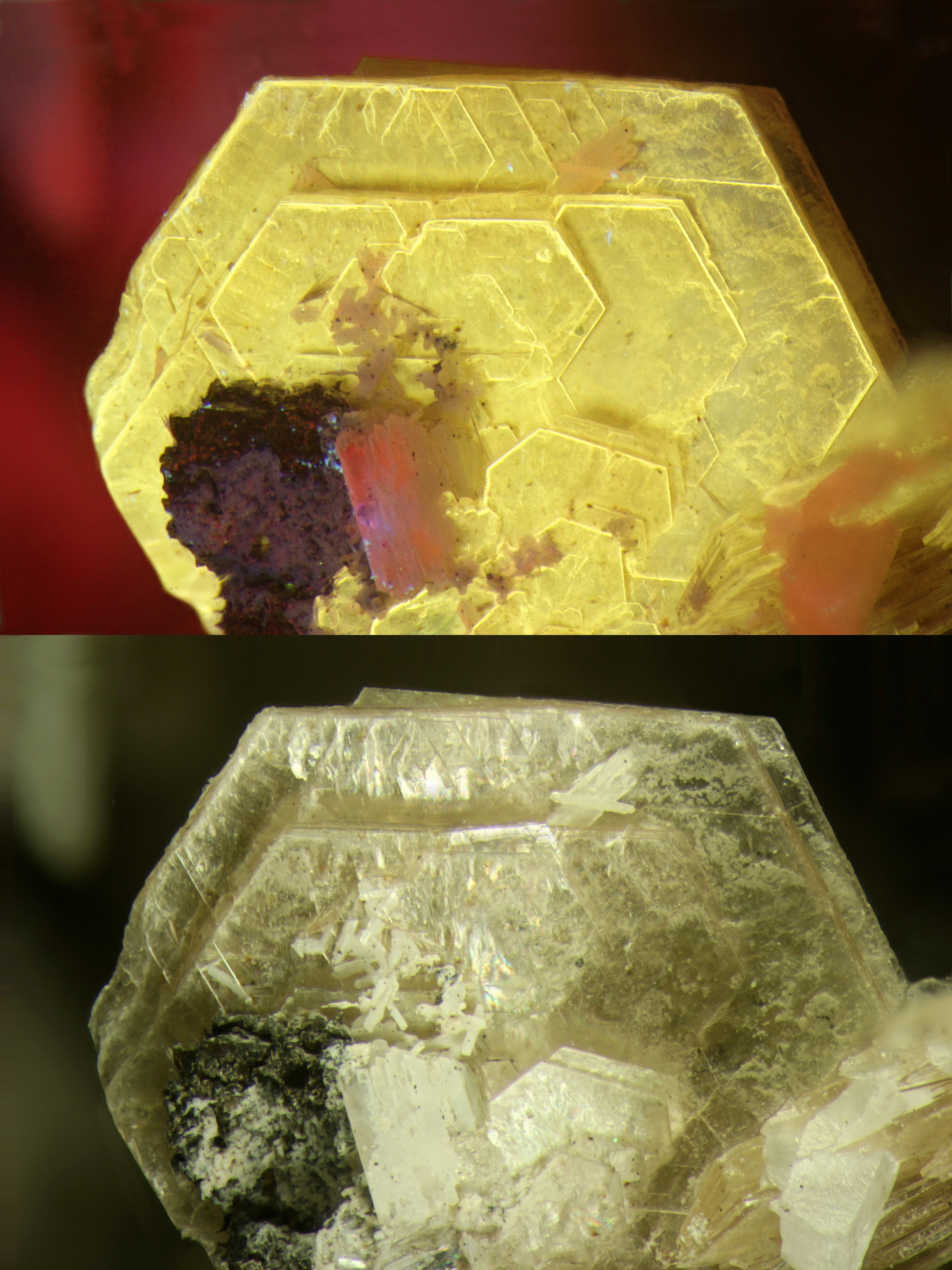
Hellgelbe Fluoreszenz von Polylithionit (unten im Normallicht). Dunkelmagentafarben leuchtet Mikroklin (Mitte links) und hellrosa Albit (Mitte)

Unter kurzwelligem UV-Licht zeigen manche Polylithionite eine hell- bis zitronengelbe Fluoreszenz, ähnlich der von neonfarbenen Textmarkern.

## Bildung und Fundorte

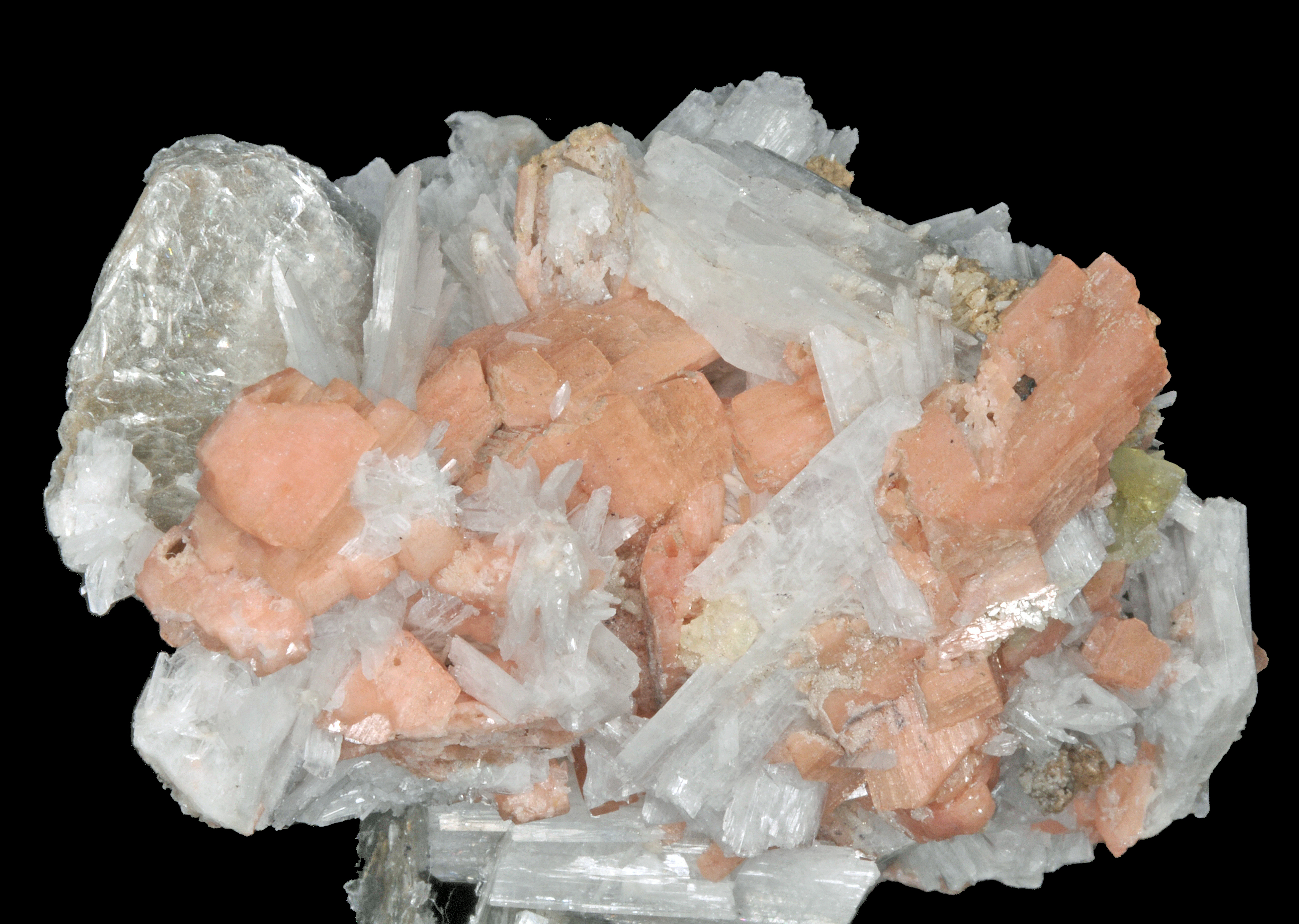
Kristallstufe mit Mehrfach-Paragenese aus Polylithionit (perlweiß links), Serandit (lachsrosa), Albit (weiß) und Leukophan (grünlichweiß rechts) vom Mont Saint-Hilaire, Québec, Kanada

Polylithionit bildet sich als spätes Verdrängungsprodukt (Metasomatose) in Syenit-Pegmatiten, wo er in unregelmäßigen Ablagerungen und Adern vorkommt. Als Begleitminerale können unter anderem Aegirin, Analcim, Epistolit, Mikroklin, Natrolith, Steenstrupin und Tainiolith (auch Taeniolith) auftreten.
Als seltene Mineralbildung konnte Polylithionit nur an wenigen Orten nachgewiesen werden, wobei weltweit bisher etwas mehr als 100 Vorkommen dokumentiert sind (Stand 2023). In Grönland fand sich das Mineral bisher nur in der Kommune Kujalleq, wo es außer an seiner Typlokalität am Fjord Kangerlussuatsiaq noch an mehreren Stellen im Ilimmaasaq-Komplex wie auf dem Kuannersuit-Plateau (auch Kvanefjeld), am Berg Nasaasaaq (auch Nakkaalaaq) und am Fjord Tunulliarfik gefunden wurde.
In Deutschland trat Polylithionit bisher nur in der Umgebung von Hohenfelde (Kreis Plön) in Schleswig-Holstein und in der Granit-Lagerstätte Geyersberg im sächsischen Erzgebirgskreis auf. Daneben kennt man das Mineral noch aus dem Bergbaugebiet Zinnwald-Cínovec im Grenzgebiet Tschechien-Deutschland.
Weitere Fundorte liegen unter anderem in Ägypten, Argentinien, Australien, Brasilien, China, Eswatini (ehemals Swasiland), Irland, Japan, Kambodscha, Kanada, Kasachstan, Kirgisistan, Malawi, der Mongolei, Marokko, Mosambik, Namibia, Norwegen, Pakistan, Russland, Schweden, Spanien, Tadschikistan, Tschechien und den Vereinigten Staaten von Amerika (Arizona, Arkansas, Kalifornien, Colorado, New Mexico, Washington).